# Баширов, Габид Оскарович
Габид (полное имя — Габидулла) Оскарович Баширов (10 марта 1902, Якутск или Якутск, Якутская область, Российская империя — 1 февраля 1963, СССР) — участник становления Советской власти в Якутии, партийный работник. Председатель Якутского горисполкома (1935—1937). Делегат XV Всероссийского (1931) и VI Всесоюзного (1931) съездов Советов, депутат Верховного Совета Якутской АССР I созыва (1938—1947). Участник Великой Отечественной войны.

## Биография
Габид Оскарович Баширов родился 10 марта 1902 года в рабочей семье татар-ссыльнопоселенцев Якутска и был старшим из восьми детей. Свою трудовую деятельность начал наборщиком городской типографии. В 1916 году — член нелегального кружка Емельяна Ярославского. Весной 1918 года — один из организаторов подпольной типографии большевиков, в которой печатались бюллетени Якутского Совета рабочих депутатов. Состоял членом отдельной боевой молодёжной дружины, созданной для участия в установлении Советской власти в Якутске. После временного падения власти Советов в Якутии был выслан в Киренский уезд Иркутской губернии, где вступил в партизанский отряд. С апреля по июль 1920 года являлся инструктором отдела уполномоченного Иркутской ГубЧК в Якутии.
По окончании курсов при Коммунистическом университете имени Я. М. Свердлова в Москве Баширов был секретарём коллегии ГубЧК ЯАССР, уполномоченным ГПУ по Олёкминскому округу. После окончания в 1925 году Урало-Сибирского коммунистического университета в Свердловске работал секретарём и заместителем секретаря Якутского горкома, заместителем Якутского окркома ВКП(б). В 1932—1933 годах учился в Промакадемии им. И. В. Сталина в Москве. После учёбы в 1933 году был назначен начальником политотдела Пригородного МТС Якутского района, в 1935 году — второй секретарь Якутского горкома ВКП(б), в 1935—1937 годах — председатель Якутского горсовета, в 1937—1939 годах — заместитель председателя Совнаркома Якутской АССР. В 1939—1940 годах прослушал курсы директоров нефтебаз, после чего до 1942 года работал директором Якутской нефтебазы.
В 1942 году Габид Баширов был призван Якутским РВК в ряды Красной Армии, в составе 66-й механизированной бригады участвовал в боях Великой Отечественной войны II Белорусского фронта, дошёл до Берлина.
После войны, с 1945 по 1955 годы — начальник статистического управления ЯАССР, в 1955—1956 годы — заместитель начальника по политчасти Якутской комплексной экспедиции № 100, в 1956—1963 годы — старший лаборант Отдела экономики Якутского филиала Сибирского отделения Академии наук СССР.
Умер 1 февраля 1963 года.